# Jan Dobrocieski
Jan Dobrocieski herbu Brochwicz – miecznik i poborca bracławski w 1629 roku.
Poseł na sejm nadzwyczajny 1629 roku.